# Keszég Károly
Keszég Károly (Padé, 1954. január 21. – Újvidék, 1997. május 26.) újságíró, riporter, az egykori Napló című hetilap utolsó főszerkesztője.

## Gyermek- és ifjúkora
A Bánáti Padé falucskában gyerekeskedett. Innen került az újvidéki Magyar Tanszékre, majd újságírással kezdett foglalkozni. Lobbanékony természet jellemezte.

## Munkássága
Újságíró, több kötet szerzője, társszerzője, szerkesztője. Éles ugyanakkor szellemes cikkek írója. Aforizmaszerű megfogalmazásmód jellemezte munkásságát. Nem volt képes semmilyen szinten megalkuvásra, ezért a politikum szférájából nem számíthatott segítsége. Sorsa összefonódott a Napló c. hetilappal. Érdekelt volt egy új újságírónemzedék létrehozásában, ezért maga köré gyűjtött fiatal tehetséges újságírókat. Maradandó hatást gyakorolt rájuk, többen szakmai sikereket értek el közülük.

## Könyvei
- Keszég Károly: Közegellenállás. Logos-Napló, 1988.
- Almási Vilmos, Balázs Attila, Dormán László, Gubás Ágota, Juhász Attila, Németh Zoltán: Téves csatatereken II. Napló, 1995.
- Grajlah Emma, Keszég Károly, Tóth Lívia, Németh Zoltán: Menni vagy maradni. Napló, 1997.
- Heinermann Péter, Keszég Károly, Klemm József, Léphaft Pál: Végvári panoptikum. Forum Könyvkiadó Kft. Újvidék. 2000.

## Emlékének őrzése
Padén a helyi Takáts Rafael Magyar Kultúrkör minden évben riportpályázatot hirdet Keszég Károly emlékére Közegellenállás címmel. (Ez  posztumusz kötetének címe).

## Külső hivatkozások
- http://www.magyarhirlap.hu/cikk.php?cikk=129701%5B%5D
- https://web.archive.org/web/20061001141740/http://www.hetnap.co.yu/uj/index.php?zg=1659&no=37